# Сальвиати (банкиры)
Сальвиати — флорентийская семья, тесно связанная родственными узами с семьёй Медичи.
Получили должность банкиров папского престола из рук Сикста IV, сменив дом Медичи.

## Поколенная роспись
1. Джованни Сальвиати + Магдалена Гонди
  1. Якопо Сальвиати + Лукреция Медичи (1470—1553, дочь Лоренцо Великолепного)
    1. Джованни Сальвиати (1490—1553), кардинал
    2. Лоренцо Сальвиати (1492—1539) + Констанца Конти
      1. Антон Мария Сальвиати, кардинал

    3. Пьеро Сальвиати
    4. Елена Сальвиати (ок. 1495 — 1552) + (1) маркиз Паллавичино Паллавичино + (2) принц Якопо V д’Арагона
    5. Баттиста Сальвиати (1498—1524)
    6. Мария Сальвиати (1499—1543) + Джованни делле Банде Нере Медичи
      1. Козимо I (великий герцог Тосканы)

    7. Луиза Сальвиати + Сигизмунд де Луна и Перальта
    8. Франческа Сальвиати + (1) Пьеро Гуальтеротти + (2) Оттавиано де Медичи (1533)
      1. папа Лев XI Медичи

    9. Бернардо Сальвиати (1505/1508 — 1568)
      1. Кассандра Сальвиати, муза поэта Ронсара + Жан Пейн, сеньор де Пре
        1. дочь + Гийом де Мюссе, предок Альфреда де Мюссе

      2. Джованни Сальвиати
        1. Диана Сальвиати, муза поэта Агриппы д’Обинье

    10. Алламано Сальвиати (1510—1571)